# Hilo, Havaji
Hilo [hilou] je priobalno mesto v ameriški zvezni državi Havaji. Je največje naselje na otoku Havaji in drugo največje v zvezni državi. Leta 2000 je imelo 40.759 prebivalcev.